# イム・ジェヒョク
イム・ジェヒョク（朝: 임재혁、1994年5月6日 - ）は、韓国の俳優。

## 私生活・経歴
1994年5月6日生まれ。2016年に韓国芸術総合学校を卒業。俳優として活動するかたわら、建設作業員、宅配ドライバー、宅配便配達員という3つのアルバイトを掛け持ちしつつ、収入を維持している。俳優としてのキャリアの中で、彼は映画、ミュージカル、テレビドラマに出演し、2020年のSBSの連続ドラマ『アリス』では未公開の役を演じた。
その後、2022年にNetflix(ネットフリックス)のウェブドラマ「今、私たちの学校は…」に出演。彼は、歌手を目指す肥満だが心優しいヒョサン高校の生徒、ヤン・デスを演じた。役作りのために体重を32kg増やし、撮影終了後に25キロまで減量した。イムが演じるキャラクターのシーンと歌声は、番組の人気上昇に加え、彼の注目度を高める結果となった。
『You Quiz on the Block』（ユ・ジェソクとチョ・セホが司会）にゲスト出演した際、彼の人気が高まり、インスタグラムのフォロワーが約78万7000人に増加したにもかかわらず、家賃や生活費を工面する必要があるため、収入を補うために5つのアルバイトを続けていることを明らかににした。 また、兵役を終えて経済的に自立したいという気持ちがあり、両親には苦労を内緒にし、うまくいっているふりをしたと表明した。イムの母親は、新聞を通じて息子のアルバイトの経験を知り、涙を流したと伝えられている。
大学入試には失敗し、2013年に大韓民国海兵隊に入隊したのち、兵役に就いた。